# Gilles Plains, Nam Úc
Gilles Plains là tên một vùng ngoại ô của Thành phố Port Adelaide Enfield ở miền tây bắc thành phố Adelaide, thủ đô tiểu bang Nam Úc, nước Úc. Mã bưu điện của ngoại ô là 5086. Cao độ của khu vực này là 79 m, vị trí cách trung tâm thương mại của Adelaide 15 km.